# Magnolia, Arkansas
Magnolia är en stad (city) i Columbia County i delstaten Arkansas, USA. Staden är administrativ huvudort (county seat) i Columbia County.